# Cartelles
Cartelles — вимерлий рід мавп Нового Світу. Скам'янілості цього виду були знайдені в Байя, Бразилія, в печерах Тока-да-Боа-Віста, і спочатку були описані як належать до іншого вимерлого роду Atelidae, Protopithecus.

## Опис
Картеллес був дуже великою мавпою і вважається найбільшим представником своєї родини, який коли-небудь існував, з вагою до 24 кг. На відміну від більшості нинішніх мавп Нового Світу, Cartelles, ймовірно, проводив значну частину свого часу на землі, хоча також був таким же досвідченим у пересуванні по дереву, як і його менші живі родичі. Він жив 15 000 років до нашої ери.